# ФК Килмарнък
ФК Килмарнък (на английски: Kilmarnock Football Club) е шотландски футболен отбор от град Килмарнък, Източен Еършър. Състезава се в Шотландската премиър лига има и една шампионска титла (1965 г.). Играе домакинските си срещи на Ръгби Парк. През 1873 година Килмарнък участва в първия игран официален мач в шотландския футбол срещу вече несъществуващия ФК Рентън.

## История
Килмарнък е основан през 1869 г. от група местни играчи на крикет, които решават да формират футболен клуб, за да запълнят със спортна дейност времето извън сезона за крикет. Първоначално те играели по правилата на ръгбито, но трудностите при организирането на мачовете и нарастващото влияние на Куинс Парк (Глазгоу) ги кара да приемат кодекса с правила на футболната асоциация. Тази първоначална връзка е отразена и името на клубния стадион – Ръгби Парк.
Въпреки че не е сред учредителите на Шотландската футболна асоциация през 1873 г., Килмарнък се присъединява навреме, за да се състезава в учредителния турнир за Купата на Шотландия през 1873 – 74. Тяхната загуба от Рентън с 2:0 в първия кръг на 18 октомври 1873 г. се счита за първия игран мач в турнира.
Килмарнък се присъединява към шотландската лига през 1895 г. и след като печели няколко последователни титли във Втора дивизия клубът е избран през 1899 да се включи в Първа дивизия. През голяма част от своята история те са били един от най-успешните клубове базирани извън големите градове на Шотландия. Килмарнък достига до финал за купата на Шотландия осем пъти, като печели трофея три пъти. Въпреки че имат пет участия на финала за Купата на лигата, те все още не са успели да я спечелят.
Най-големият успех на клуба е през 1965 г. под ръководството на Уили Уодъл. В последния ден от сезона, те срещат Хартс на Тайнкасъл като им е необходима победа с 2:0, за да спечелят шампионската титла (при равни точки класирането се определя от головата разлика). Отборът печели мача и става шампион на Шотландия, изпреварвайки Хартс, за първи път в своята история. Това включва и един период на значително постоянство в изявите, след като те заемат второто място в четири от предишните пет сезона.
След период на спад през осемдесетте, когато клубът изпада във Втора дивизия, Кили задържат статуса си в елитната дивизия от 1993 г., като успяват да спечелят Купата на Шотландия за трети път през 1997 г. благодарение на победата си над Фолкърк с 1:0 на финала.
Клубът се класира за европейското турнири девет пъти, най-доброто им постижение е през 1966 – 67 в турнира за Купата на панаирните градове, когато достига до полуфиналите, но там са отстранени от Лийдс Юнайтед. Клубът е един от няколкото шотландски отори, които са играли и в трите европейски турнира (КЕШ, КНК и Купата на УЕФА).
През сезон 2006 – 07 Килмарнък достига финал за Купата на Лигата. За нещастие на феновете Кили губи финалната среща от Хибърниън с разгромен резултат 5:1.
Сезон 2009 – 10 е един от най-тежките в историята на клуба. Килмарнък завършва сезона на предпоследно място, само с 33 точки (най-слабото си постижение в историята), като в последния мач за сезона посреща последния в класирането – Фолкърк в директна среща за оцеляване в елита, който завършва с нулево равенство.

## Клубни рекорди
- Най-голяма победа: 16:0 срещу ФК Торингтън, 24 юли 2010
- Най-голяма загуба: 1:9 срещу Селтик, 13 август 1938
- Най-голямо посещение: 35 995 срещу Рейнджърс, 10 март 1962
- Най-слабо посещение: 1516 срещу Гретна, 15 септември 2007 (на Фър парк)
- Най-много голове за един сезон: Хари Кънингам (34 през 1927 – 28) и Анди Кър (34 през 1960 – 61)

## Национални
- Висша лига
  -  Шампион (1): 1964/65
  -  Вицешампион (4): 1959/60, 1960/61, 1962/63, 1963/64
  -  Бронзов медал (4): 1917/18, 1956/57, 1965/66, 2018/19
- Първа дивизия:
  -  Шампион (3): 1919/20, 1928/29, 1996/97
  -  Вицешампион (5): 1897/98, 1931/32, 1937/38, 1956/57, 1959/60
- Втора дивизия:
  -  Вицешампион (1): 1989 – 90
- Купа на Шотландия
  - Носител (3): 1919 – 20, 1928 – 29, 1996 – 97
  - Финалист (5): 1897 – 98, 1931 – 32, 1937 – 38, 1956 – 57, 1959 – 60
- Купа на Лигата:
  -  Шампион (1): 2011/12
  - Финалист (5): 1952/53, 1960/61, 1962/63, 2001/02, 2006/07
- Шотландска Чалъндж Къп:
  - Носител (1): 1998/99

## Международни
- Купа на панаирните градове:
  - Полуфиналист (1): 1966 – 67
- Тенънт Каледониън Къп:
  - Носител (1): 1979 – 80

## Състав

### За сезон 2010 – 11
към 1 септември 2010